# 제럴드 R. 포드급 항공모함
제럴드 R. 포드급 항공모함(Gerald R. Ford class aircraft carrier)은 미국 해군의 차세대 항공모함이다. 명칭은 미국 제38대 대통령 제럴드 포드에서 유래했다.

## 역사
1번함인 USS 제럴드 R. 포드 (CVN-78)가 2007년부터 건조되기 시작했다. 현재 주력 항공모함인 니미츠급 항공모함의 기본 선체 설계를 그대로 사용한다.

## 전기추진
새로운 열출력 700MWt 전기출력 150MWe 벡텔 A1B 원자로 2기를 사용하여 소음을 줄였다. 이전의 니미츠급 항공모함은 열출력 550MWt 전기출력 32MWe 웨스팅하우스 A4W 원자로 2기를 사용했는데, 원자로로 증기 터빈을 돌리는 방식이었다. 포드급은 원자로로 전기를 생산해 전기모터를 돌리는 방식이다. 완전한 전기추진만을 사용한다.
열출력 700MWt 전기출력 150MWe 벡텔 A1B 원자로는 한국의 열출력 330MWt 전기출력 100MWe 스마트 원자로 보다 2배 고출력이다.

## 장비
증기 캐터펄트에서 전자기식 캐터펄트로 바꾸었다. 착륙장치를 개선했고, 자동화와 최신 첨단 장비를 통해 승무원수를 줄였다. 이는 건조비도 줄일 것이다. 니미츠급의 마지막함 조지부시함의 건조비는 62억 달러(6조 2천억원)이었으나, 포드함은 128억 달러로 알려졌다.
니미츠급과의 주된 외양상의 차이는 함교의 뒷부분이 더 넓어졌다는 것이다.

## 선박
- USS 제럴드 R. 포드 (CVN-78), 2017년 7월 22일 취역, USS 엔터프라이즈 (CVN-65)를 대체
- USS 존 F. 케네디 (CVN-79), 완벽한 전투 시스템(complete warfare system) 등을 탑재한 후 2024년 9월 취역 예정, USS 니미츠 (CVN-68)를 대체할 예정이다.
- USS 엔터프라이즈 (CVN-80), 2025년 11월 취역 예정. USS 드와이트 D. 아이젠하워 (CVN-69)를 대체할 예정이다.

## 같이 보기
- 니미츠급 항공모함